# Ardisia coriacea
Ardisia coriacea är en viveväxtart som beskrevs av Olof Swartz. Ardisia coriacea ingår i släktet Ardisia och familjen viveväxter. Inga underarter finns listade i Catalogue of Life.